# M42 (Stahlhelm)

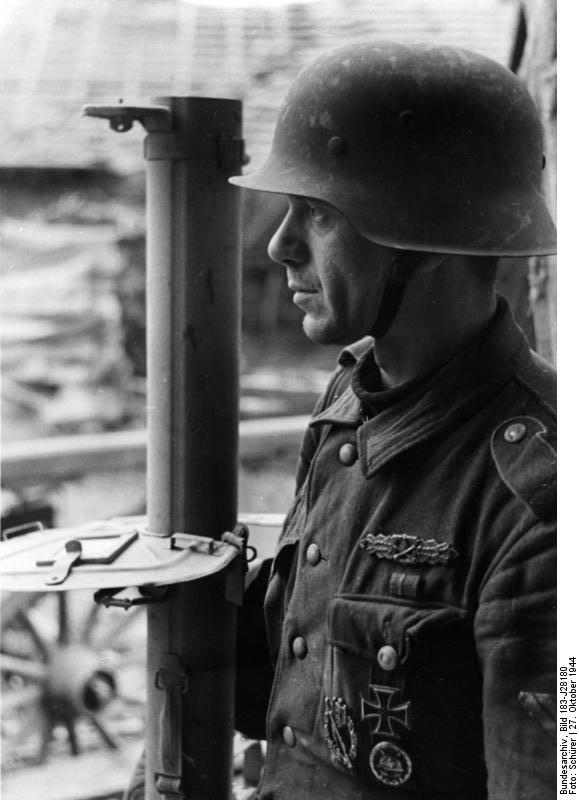
Deutscher Grenadier mit M42-Stahlhelm (1944)

Beim deutschen Stahlhelm Modell 42 (kurz M42) handelt es sich um den Stahlhelm, der im Zweiten Weltkrieg unter anderem bei der Wehrmacht und der Waffen-SS zum Einsatz kam. Das Modell 42 wurde ab dem Jahr 1942 an die Truppen ausgegeben und verdrängte den Vorgänger M40.

## Geschichte
Aufgrund der immer höheren Kriegsausgaben und des immer höheren Bedarfs an Schutzbedeckungen versuchte man, ein einfacheres und billigeres Stahlhelmmodell zu bauen, das schneller an die Soldaten geliefert werden konnte. Der M42 und das Vorgängermodell M40 sind fast identisch. Bei der Produktion wurde lediglich auf den Arbeitsschritt des Randumbördelns verzichtet; so wurde die vereinfachte Version des M40 zum M42. Wegen der in den ersten Kriegsjahren gewonnenen Erkenntnis, dass seitlich angebrachte Abzeichen eine Zielscheibe für Scharfschützen darstellten, wurde auf die Anbringung verzichtet. Vereinzelt wurden allerdings noch bis 1943 Abzeichen angebracht.

## Tarnung
Der M42 wurde erstmals mit dunkelgrüner Farbe gefertigt, was seine Auffälligkeit im Feld mindern sollte. Darüber hinaus hatten die deutschen Soldaten viele Ideen, um die Tarnwirkung zu maximieren. An der Ostfront behandelten viele Soldaten ihre Helme mit Kalkstein, um auch im Schnee unauffällig bleiben zu können. Die für die Afrikakorps bestimmten Helme waren fast immer schon in Khaki lackiert. Als sich der Krieg dem Ende zuneigte, benutzten vor allem Einheiten der Waffen-SS in Europa so genannte Helmüberzüge, die mit einem Tarnmuster versehen waren. Am häufigsten verwendet wurden SS-Eichentarn, Erbsentarn sowie Splittertarn, das aber auch bei den regulären Einheiten eingesetzt wurde. Da diese Helmüberzüge oft Befestigungsmöglichkeiten boten, wurden sie genutzt, um Büsche oder Grashalme anzubringen; dadurch waren die Helmträger für Scharfschützen schwerer erkennbar. Standen Helmüberzüge nicht zur Verfügung, benutzte man einen Brotbeutelriemen als Trägermaterial. In der Normandie brachten die Soldaten auch oft einen Lehmanstrich an, der dem Helm einen dunklen Braunton verlieh.